# Bujorel Mocanu
Bujorel Mocanu (n. 11 mai 1962, Slănic, România – d. 28 ianuarie 2011, Ploiești, România) a fost un fotbalist și antrenor român, care a jucat in special pentru echipa Petrolul Ploiesti.

## Cariera
Bujorel Mocanu s-a născut la 11 mai 1962 în Slănic (Prahova), iar prima legitimare a avut-o în 1976, la Metalul Plopeni. La 16 ani, a fost promovat de către antrenorul Virgil Dridea în lotul echipei de seniori, care a realizat, în acei ani, cele mai bune performanțe din istoria plopenarilor și care arbitrau, indirect, lupta pentru promovare în primul eșalon al țării. Pe perioada stagiului militar, Mocanu a jucat la Gloria Buzău și Chimia Buzău, apoi a revenit la Metalul Plopeni, punând din plin umărul la repromovarea echipei în campionatul republican – Divizia B – la finele editței de campionat 1982-1983.
Pe prima scenă a debutat sub conducerea maestrului emerit al sportului, Viorel Mateianu, la 3 septembrie 1983, într-un joc în care «gazarii» au invins Rapidul, cu 3-1. Timp de 11 ani, cât a evoluat la cel mai înalt nivel, a disputat în Divizia «A» 222 de partide și a marcat 19 goluri, iar pe plan international și-a trecut în palmares două jocuri în cadrul Cupei UEFA, contra celor de la Anderlecht, din toamna anului 1990.
Timp de doi ani (1994-1996) a evoluat la Steaua Mizil, în Divizia B, iar alții trei ani (1996-1999) s-a aflat in lotul echipei unde s-a lansat, Metalul Plopeni.  A mai jucat, pentru un sezon (2000-2001), la Prahova Argus Ploiești, unde și-a incheiat cariera de jucator. Cariera de antrenor a început-o la Mizil, în toamna anului 1996, dupa care a urmat Metalul Plopeni, până în 2000, alți trei ani activând la centrul de copii și juniori din cadrul clubului Petrolul Ploiești. În perioada 2003-2011 a activat în rîndurile antrenorilor de copii și juniori de la Conpet Ploiești (Liga a treia).

## Literatură
- Federația Română de Fotbal: . Bukarest 1997, S. 70.